# Schiava turca

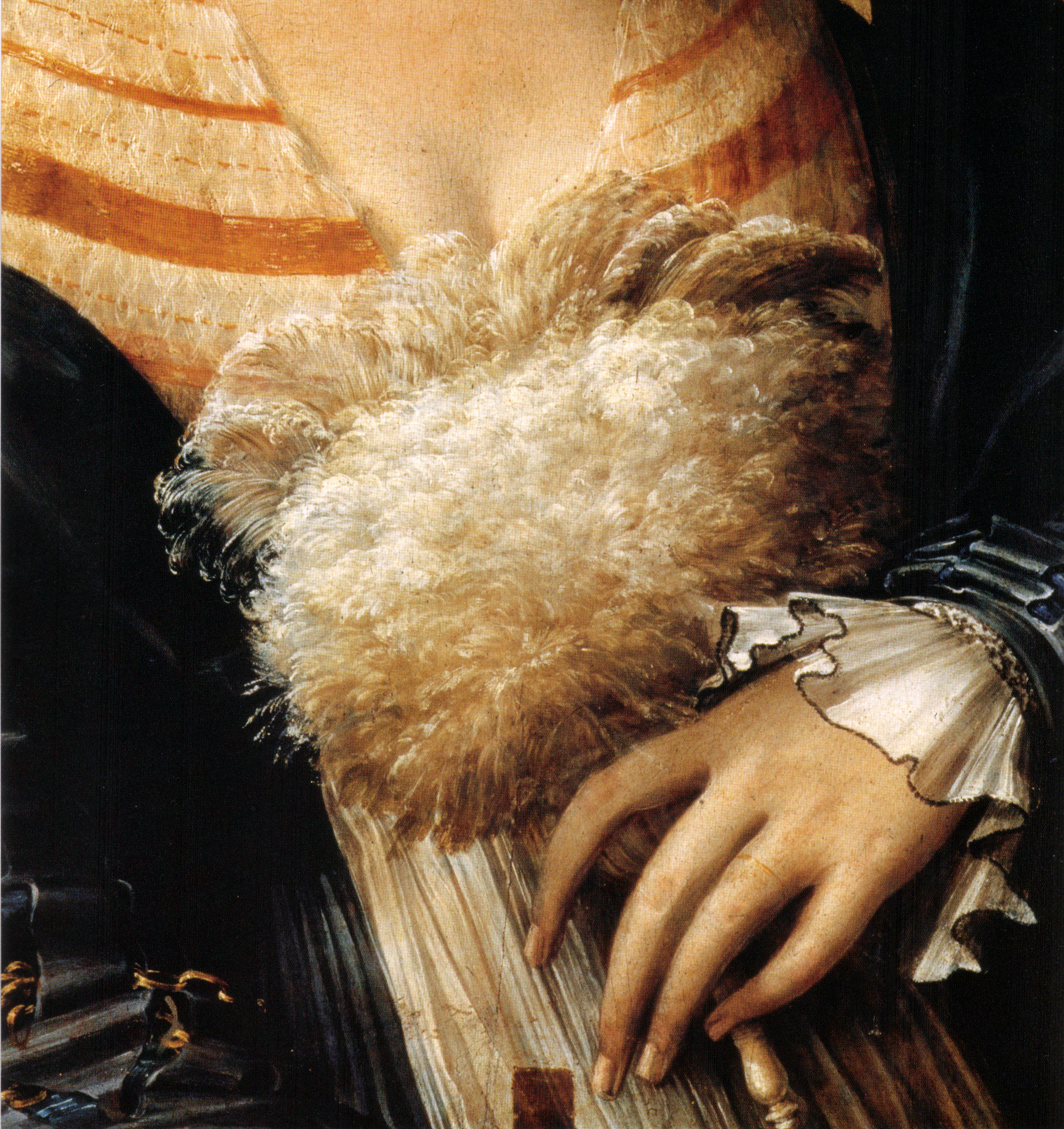
Dettaglio del piumaggio del ventaglio, del vestito e dell'anello in oro

La Schiava turca è un dipinto a olio su tavola (67x53 cm) del Parmigianino, databile al 1532 circa e conservato nella Galleria nazionale di Parma.

## Storia
L'opera già in collezione del cardinale Leopoldo de' Medici, passò nel 1675 agli Uffizi, lasciata in eredità alla Guardaroba medicea. Citata negli inventari del 1704 e del 1890, è ricordata in quest'ultimo come "ritratto di giovane donna con turbante in capo, con la sinistra tiene un pennacchio, di mano del Parmigianino".  Il 5 settembre 1928 fu data alla Galleria di Parma in cambio di due tavole duecentesche:  la tavola di San Zanobi assegnata al maestro del Bigallo proveniente dal Duomo di Firenze e acquistata da Ferdinando di Borbone per il tramite del marchese Alfonso Tacoli Canacci (oggi al Museo dell'Opera del Duomo), e il Redentore di Meliore. Oltre al dipinto di Parmigianino giunsero alla Galleria parmense anche il Ritratto della famiglia ducale di Giuseppe Baldrighi e un quadro con Rovine romane assegnato a Hubert Robert.
Nel 1968 fu restaurata e pubblicata dalla Ghidiglia Quitavalle. In quell'occasione venne asportato lo sfondo scuro trovandovi sotto un uniforme color terra. Tale intervento venne criticato da Alessandro Conti (1981), che ritenne il fondo scuro una modifica autografa del pittore, adducendo la sua compatibilità col contorno della figura e la sua presenza nelle copie cinquecentesche.

## Descrizione e stile
Il titolo di "Schiava turca" è legato al particolare copricapo che venne visto come un turbante, ma in realtà si tratta di un'acconciatura tipica delle nobildonne del Cinquecento, riconoscibile in numerosi altri ritratti della stessa epoca.
Una fanciulla dai capelli bruni e dai grandi occhi verdi è ritratta a mezza figura con sguardo malizioso, indossa una veste di seta blu con maniche a sbuffo e sulle spalle porta un velo rigato in oro e arancio.
In grembo ha lo zinale, un grembiule leggerissimo e ricamato, che si vede anche nel ritratto di Antea. In testa ha un'acconciatura a forma di ciambella, la "capigliara" o balzo, costituita da una rete di fili d'oro, decorata, al centro, da un medaglione con Pegaso, metafora d'iniziazione amorosa e poetica, o forse un riferimento araldico alla famiglia Cavalli: si tratta di un copricapo allora di moda, inventato presumibilmente da Isabella d'Este e presente in numerosi ritratti femminili dei primi decenni del Cinquecento in area lombarda e padana.
Una mano dalle dita affusolate, tipica dell'autore, indossa un anellino dorato (indizio che la donna potrebbe essere una giovane sposa) e regge un ventaglio di piume realizzato con grande virtuosismo.
Il ritratto è tra i più espressivi, oltre che dei più noti, dell'artista: la maliziosa sensualità del soggetto è esaltata dallo sguardo fisso verso l'osservatore, dal sorriso ambiguo e dalla sapienza compositiva dei ritmi curvilinei che ne incorniciano la figura. La posizione leggermente di sbieco dà un senso di tridimensionalità.
Tra le proposte di identificazione, quella con Giulia Gonzaga di Mantova al tempo del matrimonio con Vespasiano Colonna oppure con la poetessa Veronica Gambara, che il Parmigianino conobbe personalmente.